# 탄핵증거
|                                                       |
| 증거법                                                |
| 영미법 시리즈                                         |
| 증거의 종류                                           |
| 증언 · 물증                                           |
| 전자증거 · 무죄입증 증거                              |
| 과학적 증거 · 물적 증거                               |
| 목격자지목 · DNA증거                                  |
| 거짓말                                                |
| 관련성                                                |
| 입증책임 · 증거기초                                   |
| 공공복리예외 · 오염 · 성격증거                        |
| 습관증거 · 유사사실                                   |
| 진위확인                                              |
| 관리 연속성 · 주지의 사실                             |
| 최량증거원칙 · 자기확증문서 · 오래된 문서             |
| 증인                                                  |
| 증인적격 · 증언거부특권                               |
| 직접신문 · 교호신문 · 재직접신문                      |
| 탄핵증거                                              |
| 기록된 기억 · 전문가증언                              |
| 사망자 규정                                           |
| 전문증거와 예외                                       |
| 영국법 · 미국법                                       |
| 자백 · 업무상 기록                                    |
| 흥분 상태의 언급 · 임종시의 진술                      |
| 일방 당사자의 자인 · 오래된 문서                      |
| 이익에 반하는 진술 · 현장성 감각 인상 · 부대상황 사실 |
| 권위학술서 · 비언어적 행동                            |
| 미국법의 다른 영역                                    |
| 계약법 · 불법행위법                                   |
| 재산법 과 미국의 유언신탁법                           |
| 형법 · 증거법                                         |

탄핵증거(彈劾證據)란 진술의 증명력을 다투기 위한 증거이다. 탄핵증거는 법관의 증명력 판단에 합리성을 제고하기 위하여 마련된 장치로 탄핵증거는 범죄사실의 존재를 증명하는데 사용되지 아니하므로 증거능력 있는 증거만을 사용하도록 하는 엄격한 증명의 법리에 저촉되지 않는다. 또 탄핵증거는 반증이라는 위회적이고 번잡한 절차를 거치지 않고 법관으로 하여금 증거가치를 재음미할 수 있도록 함으로써 증명력 판단의 합리성을 도모할 수 있다.

## 대한민국
형사소송법 제318조의2 제1항은 "제312조부터 제316조까지의 규정에 따라 증거로 할 수 없는 서류나 진술이라도 공판준비 또는 공판기일에서의 피고인 또는 피고인이 아닌 자의 진술의 증명력을 다투기 위하여 증거로 할 수 있다"고 규정하고 있다.

### 판례
- 탄핵증거는 범죄사실을 인정하는 증거가 아니므로 엄격한 증거조사를 거쳐야 할 필요가 없음은 형사소송법 제318조의2의 규정에 따라 명백하나 법정에서 이에 대한 탄핵증거로서의 증거조사는 필요한 것이고, 한편 증거신청의 방식에 관하여 규정한 형사소송규칙 제132조 제1항의 취지에 비추어 보면 탄핵증거의 제출에 있어서도 상대방에게 이에 대한 공격방어의 수단을 강구할 기회를 사전에 부여하여야 한다는 점에서 그 증거와 증명하고자 하는 사실과의 관계 및 입증취지 등을 미리 구체적으로 명시하여야 할 것이므로, 증명력을 다투고자 하는 증거의 어느 부분에 의하여 진술의 어느 부분을 다투려고 한다는 것을 사전에 상대방에게 알려야 한다[1]

## 미국의 증인탄핵
미국 연방증거법613조는 증인의 신빙성을 탄핵하는 사유로 다음을 들고 있다.
1. 법정에서의 진술과 상이한 종전의 진술
2. 증인의 편파성
3. 증인의 성격
4. 증인의 전과사실
5. 증인에 대한 평판
6. 시각이나 청각등 증인의 감각능력
7. 모순되는 사실의 증명

### 자기측 증인에 대한 탄핵
미국 연방증거법은 자기측 증인에 대한 탄핵증거의 사용을 긍정하고 있다.